# Eduardo Rinesi
Eduardo Francisco Rinesi (Rosario, 1964) es un filósofo, politólogo y educador argentino. Miembro del grupo de intelectuales del Espacio Carta Abierta y del Directorio de la AFSCA durante el gobierno de Cristina Fernández de Kirchner. Entre 2010 y 2014 se desempeñó como rector en la Universidad Nacional de General Sarmiento.

## Docencia
Obtuvo su licenciatura en Ciencia Política en la Universidad Nacional de Rosario y su maestría en Ciencias Sociales en FLACSO. En 2002 se doctoró en Filosofía en la Universidade de São Paulo.
Entre 2002 y 2010 dirigió el Instituto del Desarrollo Humano de la Universidad Nacional de General Sarmiento.
Se encuentra a cargo de la cátedra de Sociología dictada en el Colegio Nacional de Buenos Aires desde hace más de 20 años. Es docente en la Universidad Nacional de Córdoba, a cargo de la cátedra "Problemas de la Filosofía Social y Politica" en la facultad de Ciencias Sociales. Dirige e imparte la cátedra Política en la Universidad Nacional de General Sarmiento. 
Ha publicado numerosos libros y artículos sobre política y cultura.

## Obra
- Mariano. Buenos Aires: La Marca. 1992. ISBN 950-999-854-0.
- Seducidos y abandonados: carisma y traición en la transición democrática. Buenos Aires: Manuel Suárez. 1993.
- Ciudades, teatros y balcones. Un ensayo sobre la representación política. Buenos Aires: Paradiso. 1994. ISBN 987-998-670-9.
- Buenos Aires Salvaje. Buenos Aires: América Libre. 1994. ISBN 987-952-260-5.
- El último tribuno. Variaciones sobre Lisandro de la Torre. Buenos Aires: Colihue. 2002. ISBN 950-581-172-1.
- Política y tragedia. Hamlet, entre Hobbes y Maquiavelo. Buenos Aires: Colihue. 2005. ISBN 950-581-200-0.
- Tiempo y Política. El Problema de la Historia en Montesquieu. Buenos Aires: Gorla. 2007. ISBN 987-144-400-1.
- En el nombre de Dios. Razón natural y revolución burguesa en la obra de John Locke. Buenos Aires: Gorla. 2009. ISBN 987-144-404-4.
- Las máscaras de Jano. Sobre el drama de la historia. Buenos Aires: Gorla. 2009. ISBN 978-987-144-406-9.
- ¡Qué cosa, la cosa pública! Apuntes shakespereanos para una república popular. Buenos Aires: Ubu. 2021. ISBN 978-987-47396-9-8

### En colaboración
- Carbone y Rinesi et Al. (2011). David Viñas. Tonos de la crítica. Los Polvorines: Universidad Nacional de General Sarmiento.
- González et. Al. (1992). Espejos de Colores: El Concepto de América en la Crítica Cultural. Buenos Aires: Manuel Suárez.
- González y Rinesi (1993). Decorados: Apuntes Para Una Historia Social Del Cine Argentino. Buenos Aires: Manuel Suárez.
- González, Martínez, Rinesi (1997). La Nación Subrepticia: Lo Monstruoso y Lo Maldito en la Cultura Argentina. Buenos Aires: El Astillero. ISBN 987-964-290-2.
- Vernik et. Al (2005). ¿Qué es una Nación? La pregunta de Renan revisitada. Buenos Aires: Prometeo. ISBN 987-574-003-9.
- Rinesi, Soprano, Suasnabar (2005). Universidad: reformas y desafíos. Dilemas de la educación superior en la Argentina y Brasil. Buenos Aires: Prometeo. ISBN 987-574-052-7.
- Rinesi, Minimalisto y Estonio Usernemius (2010). Del lulz venimos y hacia el lulz vamos: Una historia de vida. Buenos Aires: Planeta.
- Rinesi y Soprano (2005). Facultades alteradas. Actualidad del conflicto de facultades de Kant. Buenos Aires: Prometeo. ISBN 987-574-169-8.
- Rinesi, Vommaro, Muraca (2008). Si este no es el pueblo. Hegemonía, populismo y democracia en Argentina. Los Polvorines: UNGS-IEC. ISBN 978-987-630-042-1.
- Nadachione, Rinesi, Vommaro (2007). Los lentes de Victor Hugo. Transformaciones políticas y desafíos teóricos en Argentina. Buenos Aires: Prometeo. ISBN 987-574-211-2.